# Hart Senate Office Building

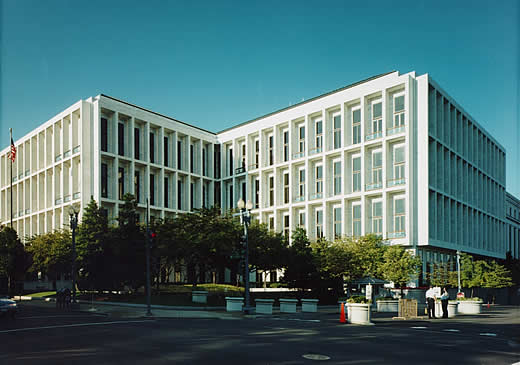
Hart Senate Office Building

Das Hart Senate Office Building ist nach dem Russell Senate Office Building und dem Dirksen Senate Office Building das dritte und größte Bürogebäude des US-Senats. Es liegt direkt neben dem Dirksen Building nordwestlich des Kapitols in Washington.
Das von 1974 bis 1982 gebaute Gebäude ist nach den Plänen des Architekturbüros John Carl Warnecke & Associates gestaltet und unterscheidet sich markant von den anderen Gebäuden des Senats, da es als einziges gar keine Reminiszenzen an den Neoklassizismus beinhaltet, sondern im Wesentlichen wie ein Bürogebäude der 1970er wirkt. Einzig die Marmor-Fassade erinnert am Hart Building an die anderen Gebäude. Anders als die anderen Gebäude hat es auch keinen offenen Innenhof, sondern ein überdachtes Atrium, in dem sich die Monumentalplastik Mountains and Clouds befindet.
Das Gebäude wurde notwendig, nachdem zusätzliche Mitarbeiter und technische Anforderungen wieder für Platzmangel in den alten Gebäuden gesorgt hatten. Die ursprünglichen Planungen wurden aufgrund steigender Kosten um einige Punkte wie beispielsweise ein Restaurant im Dachgeschoss und eine Sporthalle gekürzt.
Im neunstöckigen Gebäude ist Platz für 50 Senatoren und ihre Mitarbeiter, für drei Ausschüsse und mehrere Unterausschüsse. Zusätzlich gibt es einen Ausschussraum, der speziell für die Bedürfnisse von Fernsehanstalten ausgelegt ist. Dank zahlreicher Fernsehübertragungen ist es seither der in der Öffentlichkeit bekannteste Raum aller Bürogebäude des Kongresses. Im Gegensatz zu den alten Gebäuden sind die Wände verschieb- und versetzbar, um den individuellen Anforderungen des jeweiligen Senators an seine Büros gerecht zu werden. Der Boden kann einfach herausgenommen werden, um Kabelarbeiten für Computer und Telefone zu vereinfachen.
Das Gebäude ist durch einen überdachten Gang mit dem direkt daneben liegenden Dirksen Building und durch die Congressional Subway mit dem Kapitol und den Bürogebäuden des Kongresses verbunden. Benannt ist es nach dem langjährigen Senator Philip Hart aus Michigan.